# Roberto Sergio
Roberto Sergio (Roma, 26 aprile 1960) è un dirigente d'azienda italiano, direttore generale della Rai dal 1º ottobre 2024.

## Biografia

### Formazione
Laureato presso l'ateneo privato Università degli Studi Link nel 2015 in scienze della comunicazione e nel 2017 in tecnologie e linguaggi della comunicazione. Nel 2017 è diventato professore presso la stessa università.
Ha ottenuto anche una laurea ad honorem in scienze politiche dall'Università internazionale studi superiore Pro Deo nel 2000.
Dal 1994 è iscritto all'albo professionale dei giornalisti presso l'Ordine dei giornalisti del Lazio e Molise. Dal 2001 è socio professionista della Federazione Relazioni Pubbliche Italia (FERPI), l'associazione che rappresenta i professionisti delle relazioni pubbliche e della comunicazione in Italia.

### Esordi professionali e ingresso in Rai
Inizia il suo percorso professionale in Sogei ed è tra i fondatori di Lottomatica S.p.A. (oggi International Game Technology), che lascia da vicedirettore generale nel 2004 per entrare in Rai come direttore dei Nuovi Media. A partire dal 2007 è stato anche presidente ed AD protempore di SIPRA e, da settembre 2012, presidente di Rai Way. Ulteriori incarichi in Rai lo vedono operare in qualità di consigliere nei CdA di RaiNet, Rai Click e RaiSat.
È stato inoltre consigliere d'amministrazione di Rai Com da giugno 2020 a giugno 2023, consigliere d'amministrazione della società Tavolo editori radio da luglio 2017 a maggio 2023 e consigliere di amministrazione di Player Editori Radio da luglio 2019 a maggio 2023.

### Direzione di Rai Radio e nomina ad AD e DG della Rai
Dal 14 dicembre 2016 è stato direttore di Rai Radio, fino al 10 agosto 2024. L'11 maggio 2023 viene proposto dal governo Meloni come amministratore delegato della Rai, venendo nominato effettivamente il 15 maggio seguente con una retribuzione lorda annua di 240.000 euro. Dal 10 agosto 2024 assume l'incarico di presidente del consiglio di amministrazione, in quanto consigliere più anziano, fino al 1º ottobre 2024. Lo stesso giorno viene nominato direttore generale della Rai. Il 7 novembre assume anche l'incarico di direttore generale di San Marino RTV, partecipata al 50% da Rai Spa. Da giugno ad agosto 2025 ha ricoperto, anche, l’incarico ad interim di CTO  (Chief Technology Officer) Rai.  

### Altri incarichi
È stato consigliere di amministrazione in numerose aziende pubbliche e private. Dal 2017 al 2020 è stato docente di tecniche di comunicazione digitale presso Link Campus University a Roma), mentre da ottobre 2020 è docente di “Radio Studies” all'Università degli Studi Niccolò Cusano.
Dal 1982 dirige il Premio Laurentum per la poesia.

### Vita privata
Sposato con Isabella Rusconi, ha due figli.

## Onorificenze
- Commendatore dell'Ordine Ecumenico Ospedaliero Cavalieri di Malta[3]